# Marc Batard
Marc Batard est un alpiniste, conférencier, peintre français, né le 22 novembre 1951 à Villeneuve-sur-Lot. Il est notamment connu pour avoir effectué la première ascension de l'Everest en solitaire et sans oxygène en moins de 24 heures.

## Jeunesse
À 18 ans, il découvre la haute montagne. Il commence l'alpinisme dans les Pyrénées, à Luchon. Malgré son petit gabarit (1,67 m pour 55 kg), il dispose d'un physique hors normes qui le classe au-dessus de la moyenne des autres grands alpinistes. Avec seulement deux ans d'alpinisme derrière lui, il se classe 22e sur les 45 places disponibles, pour les 200 candidats, au concours d'aspirant-guide. Son habileté technique et sa très forte endurance lui permettent cette performance.

## Records
À 23 ans, Batard est le plus jeune alpiniste à gravir sans oxygène un 8 000 mètres : le Gasherbrum II (8 035 mètres). Il devient guide et entame une série d'exploits, notamment en Himalaya. Il a réalisé des premières en ce qui concerne la rapidité d'ascension, comme le 27 avril 1988 où il a gravi le pilier sud-ouest du Makalu (8 481 mètres) en solitaire et en 18 heures, le Cho Oyu (8 200 mètres) en 19 heures.
Le 26 septembre 1988, il gravit en solitaire l'Everest sans oxygène en 22 heures et 29 minutes depuis le camp de base de la face Sud. Il figure à ce titre dans le Guinness Book comme le premier alpiniste à monter l'Everest en moins de 24 heures. Lors de cette ascension, il perd huit kilogrammes, et ne pesait à la descente plus que 46 kilos pour un poids de forme de 54 kilos au départ, il considère avoir été à l’extrême limite de son corps. Il est surnommé le sprinter de l'Everest. Durant la même année 1988, et en 9 mois, il gravit quatre sommets de plus 8 000 mètres sans oxygène et réalise le Dhaulagiri (8 167 mètres) en hivernale,.

## Retraite et introspection

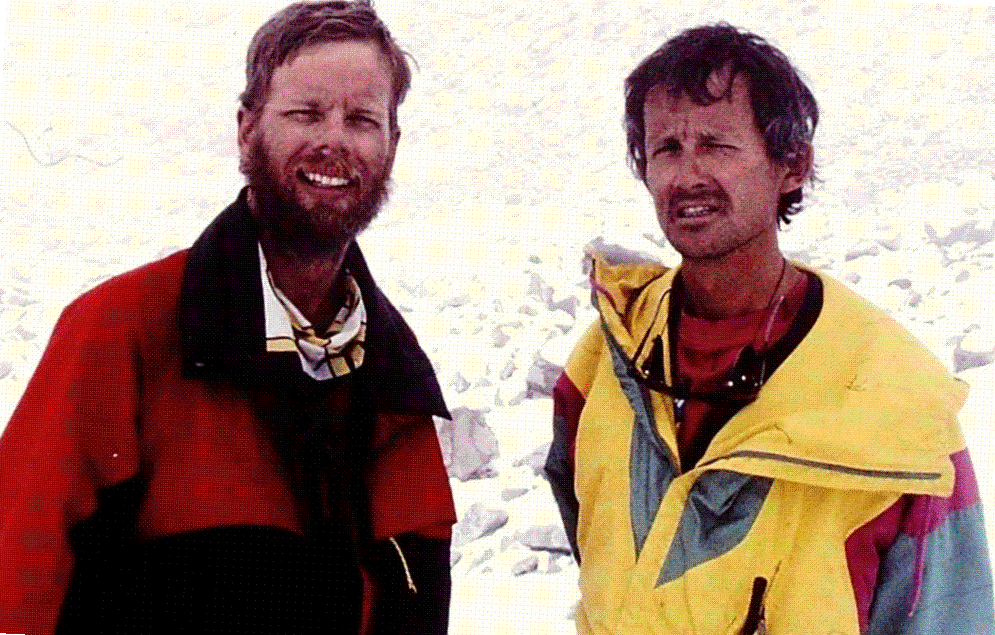
David Callaway (à gauche) et Marc Batard au camp de base népalais de l'Everest.

À 43 ans, il se retire de la montagne des défis « engagés ». Il arrête définitivement l'alpinisme pour se consacrer à ses enfants et petits-enfants. Puis il reprend la première passion de son enfance : la peinture. Il écrit et travaille comme conférencier en abordant les thèmes de la prévention et de la sécurité, l'esprit d'équipe et du dépassement de soi.
Il anime des conférences publiques et scolaires depuis 1975. En 1989, à Washington, il prononce sa première conférence à l'étranger, suivie d'autres conférences en Italie, Espagne, Belgique, Canada, Portugal[source secondaire souhaitée]. Depuis 1990, il intervient dans le monde de l'entreprise sur des thèmes tels que la prévention et la sécurité, avoir une vision d'avance, le courage ou l'exemplarité du chef, etc[source secondaire souhaitée].
Avec son ami trompettiste Maurice André, il crée en 1995 l'association « En passant par la montagne », l’association permet à des jeunes et des adultes qui sont dans une situation difficile, d’exclusion sociale, d’échec scolaire, de maladie ou de handicap, de trouver, par la montagne, une motivation pour dépasser cette situation[source insuffisante].

## Publications
- Le Sprinter de l'Everest, Denoel, 1989.
- L'Envers des Cimes, Denoel, 1992.
- La Sortie des cimes (autobiographie), Glénat, septembre 2003.
- La Fièvre des sommets (premier roman), Glénat, 2008.
- Marc Batard, l'Everest en partage - Tome 1, La Fontaine de Siloé, 2019[6]
- Marc Batard, l'Everest en partage - Tome 2, La Fontaine de Siloé, 2021[7]

## Sources
- L’Homme qui revient de haut, film réalisé par Gilles Perret en 2004 sur Marc Batard[8].
- Christine de Colombel, Everest, l'impossible exploit: Expédition de Marc Batard 1990, Denoel, 1990.